# Chaetocnema megasticta
Chaetocnema megasticta es un coleóptero de la familia Chrysomelidae. Fue descrita científicamente en 1996 por White.